# Stema Nigerului

Stema Nigerului

Stema Nigerului prezintă un trofeu de patru steaguri naționale, în culorile portocaliu, alb și verde. La mijloc este dispus sigiliul de stat. Pe un scut verde sau auriu sunt afișate cele patru simboluri aurii. În mijloc, este un soare, în stânga este o suliță verticală cu două săbii tuarege încrucișate, în dreapta trei spice de mei, iar dedesubt este vedere frontală a unui cap de zebu. Sub stemă, se află o panglică pe care este scris numele țării în franceză: Republique du Niger. În timp ce constituția Nigerului stipulează culoarea simbolurilor de pe scut, nu există o uniformitate în ceea ce privește culoarea scutului. Constituția din 1999 reproduce textul constituțiilor anterioare, făcând o distincție între Sigiliul de stat (Le Sceau de l'État) pentru care nu este stipulată culoarea scutului și Stema Republicii (Les Armoiries de la République) pentru care verde este stipulat drept culoarea scutului. Clădirile și documentele oficiale nu prezintă scuturi verzi. Ambasadele și documentele oficiale folosesc alb, cu embleme aurii. Site-ul web al președintelui Nigerului folosește aur sau galben cu embleme de aur închis sau negre. Adunarea Națională a Nigerului se întrunește sub o stemă mare cu scutul colorat în aur și emblemele având un aur mai închis.